# Село Папратиште, борци пали у ратовима од 1912. до 1918. године
Списак бораца из села Папратиште, Општина Пожега, погинулих и умрлих у Балканским и Првом светском рату преузет је из књиге „Пожега и околина”, објављене 1978. године.
Подаци за подручје Пожеге прикупљани су у периоду 1976–1977. године преко матичних књига умрлих, спомен-плоча, крајпуташа, као и разговора са преживелим борцима и појединим грађанима који су по сећању могли да дају податке, уз напомену да спискови могуће да нису потпуни, због временске дистанце и недостатка поузданих извора.

## Списак
1. Бабић Миленко
2. Бркић Светислав
3. Бркић Комнен
4. Бркић Сава
5. Вукосавић Никодин
6. Вукосавић Драгић
7. Вукосавић Живко
8. Вукосавић Владислав
9. Јеремић Миленко
10. Јеремић Јован
11. Јовановић Вељко
12. Мајсторовић Рајко, потпоручник
13. Мајсторовић Вељко
14. Мајсторовић Драгољуб
15. Мајсторовић Обрад
16. Мајсторовић Момир
17. Мајсторовић Здравко
18. Мајсторовић Борисав
19. Мајсторовић Светозар
20. Мајсторовић Чедомир
21. Мајсторовић Стеван
22. Мајсторовић Рафајило
23. Мајсторовић Радосав
24. Мајсторовић Љубомир
25. Марић Војин
26. Марић Светислав
27. Марић Добросав
28. Марић Милијан
29. Маслаћ Живко
30. Маслаћ Војимир
31. Маслаћ М. Велимир
32. Мајсторовић Момир
33. Мајсторовић Здравко
34. Мајсторовић Борисав
35. Мајсторовић Светозар
36. Мајсторовић Чедомир
37. Мајсторовић Стеван
38. Мајсторовић Рафајило
39. Мајсторовић Радосав
40. Мајсторовић ЈБубомир
41. Марић Војин
42. Марић Светислав
43. Марић Добросав
44. Марић Милијан
45. Маслаћ Живко
46. Маслаћ Војимир
47. Маслаћ М. Велимир
48. Маслаћ Сава
49. Маслаћ Добросав
50. Матовић Драгомир
51. Матовић Добросав
52. Маћић Филип
53. Маћић Драгутин
54. Маћић Јован
55. Маћић Светислав
56. Маћић Живко
57. Маћић Светозар
58. Мијајиловић Радован
59. Мијајиловић Аксентије
60. Мијајиловић Радомир
61. Милић Светислав, капетан I класе
62. Милић Милутин
63. Милић Грујица
64. Ниновић Вељко
65. Ниновић Гојко
66. Ниновић Станко
67. Ниновић Иван
68. Ниновић Милан
69. Ниновић Здравко
70. Пејовић Јаков
71. Пејовић Јездимир
72. Пејовић Милан
73. Петровић Бранислав
74. Симовић Угљеша
75. Синђелић Живојин
76. Синђелић Максим
77. Синђелић Здравко
78. Трифуновић Трифун[1]